# Колиндянський концентратно-дріжджовий комбінат
Колиндянський концентратно-дріжджовий комбінат — недіюче підприємство у с. Колиндяни Чортківського району на Тернопільщині.

## Історія
Працює з 1949-го року, спеціалізується на випуску харчових концентратів, обідніх страв, приправ, виробів з борошна. Потужність виробництва за рік складає 18 000 тон харчових концентратів, та 5600 тон хлібопекарських дріжджів.
До складу підприємства входили три основних цехи: два концентратних і дріжджовий. В концентратних встановлено італійське та словацьке устаткування. Виробнича площа — 3000 км², є очисні споруди, котельна, яка працює на природному газі, електропідстанція потужністю 1000 кВт.
Кількість парцівників — 70. На території колись потужного підприємства й нині функціонує його філіал — ТзОВ «Техпродпостач», котре володіє ТМ «Колиндянські продукти».
У 2018 році знесено старі приміщення заводу.

## Основні види продукції
- супи;
- каші;
- кисілі;
- креми заварні;
- кислота лимонна;
- цукор ванільний;
- борошно для млинців.

## Керівники
- Степан Танасів[1]